# Friedrich Thieding
Friedrich Thieding (* 7. Oktober 1893 in Hamburg; † 21. Mai 1967 ebenda) war ein deutscher Arzt, Publizist und Präsident des Hartmannbundes.

## Leben
Friedrich Heinrich Karl Thieding wurde am 7. Oktober 1893 in Hamburg geboren, wo er die Thaer-Oberrealschule besuchte. In Göttingen, Hamburg und München studierte er Chemie und Medizin und promovierte 1920 zum Dr. med. 1921 eröffnete er eine ärztliche Praxis in Hamburg. Von den 1920er Jahren bis 1933 war Thieding in der kassenärztlichen Vereinigung Hamburg aktiv. September 1933 wurde er Förderndes Mitglied der SS. Zum 1. Mai 1938 trat er der NSDAP bei.
Nach dem Zweiten Weltkrieg gehörte er 1949 zu den Neuschöpfern des um die Jahrhundertwende gegründeten Hartmannbundes, dessen Vorsitzender er von 1950 bis 1959 (danach Ehrenvorsitzender) war. 1955 wurde Thieding mit der Paracelsus-Medaille der deutschen Ärzteschaft ausgezeichnet.
In Erinnerung an Friedrich Thieding gründete der Hartmannbund 1971 die Friedrich-Thieding-Stiftung zur Förderung der Forschung, Lehre und Erwachsenenbildung auf allen Gebieten des Gesundheitswesens und insbesondere der ärztlichen Berufsausübung.
Thieding war Mitglied der Landsmannschaft Hansea auf dem Wels. Er ruht auf dem Friedhof Ohlsdorf, die Grabstätte ist verwaist.

## Werke (Auswahl)
- Das soziale Mosaik. Hamburger Ärzte Verl., Hamburg 1956.
- Der Mensch und die soziale Krankenversicherung. Hippokrates-Verlag, Stuttgart 1959.
- Der Arzt in den Fesseln der Sozialpolitik. Werk-Verl. Banaschewski, München-Gräfelfing 1966.
- Der alte Mensch und die Gesellschaft. Thieme, Stuttgart 1965.